# Звездчатка средняя
Звездча́тка сре́дняя (лат. Stellária média) — вид растений рода Звездчатка (Stellaria) семейства Гвоздичные (Caryophyllaceae).
Известно также под названиями мокрица, канареечная трава, мокричник, грыжник, сердечная трава, мокрец. Теневыносливое растение.
Растёт близ жилья, на огородах, сорных местах, иногда по сырым лесным дорогам и полянам.

## Ботаническое описание
Однолетнее травянистое растение.

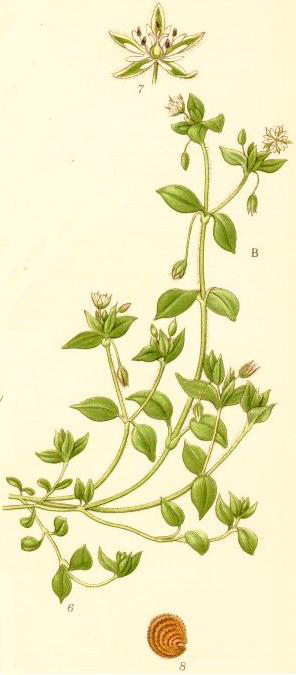
Звездчатка средняя.

Стебель цилиндрический, стелющийся, ветвистый, высотой до 10 см, покрыт волосками, сидящими в 1 ряд (ряды их в разных междоузлиях идут попеременно).
Листья яйцевидные, коротко заострённые; верхние сидячие, нижние на черешках. Листорасположение супротивное.
Цветки белые, мелкие, в виде звёздочек, с глубоко двураздельными лепестками на длинных цветоножках. Венчик раздельнолепестный. Лепестки равны чашечке или короче. Тычинок 5 (реже 10). Пестик 1 с 3 столбиками. Чашечка раздельнолистная. Цветёт в мае — августе.
Плод — продолговатая коробочка с 6 створками и многочисленными округлыми или почковидными семенами.

## Ареал и экология
Евразийско-североамериканский вид.
Считается однолетним растением, но цветёт в продолжение всего тёплого времени до глубокой осени и в бутонах иногда идёт под снег. Весной рост и развитие продолжаются. Каких-либо внешних приспособлений для защиты от холода не имеет; по-видимому у неё имеются особые свойства плазмы. Ясно выраженная протандрияː сначала созревают 5 наружных тычинок, потом — 5 внутренних, под конец — рыльца. Возможно и самоопыление; иногда образуются клейстогамные цветки (совсем не раскрывающиеся). Семена хорошо сохраняются под снегом.

## Химический состав
Растение содержит 90,8 % воды. В абсолютно сухом состоянии в %: золы 11,9, протеина 18,5, жира 2,2, клетчатки 35,9, БЭВ 31,5.
Содержит 45,8—65,8 мг % аскорбиновой кислоты.

## Значение и применение
В огородах является злостным сорняком, бороться с которым трудно из-за большого количества семян. Одно растение даёт в среднем 15 000 семян. Семена сохраняют всхожесть в почве в течение двух — пяти лет. Размножается также вегетативно укоренением стеблей. Развивается с ранней весны до наступления заморозков, давая за лето несколько поколений.
Данные о поедаемости сельскохозяйственными животными противоречивы. Некоторые авторы относят звездчатку к ядовитым растениям, вызывающим отравление и гибель животных. При поедании сильное расстройство пищеварения получают овцы, ягнята, а также крупный рогатый скот.
В надземной части звездчатки средней содержится много каротина и аскорбиновой кислоты. В связи с этим надземную, зелёную часть растения используют в пищу при приготовлении салатов — в сыром виде, а отваренными — вместо шпината в винегреты, борщи и как приправу ко вторым блюдам. Растение также пригодно для приготовления безалкогольных напитков.
Считается хорошим медоносом из-за продолжительного цветения.
Траву звездчатки средней добавляют в корм свиньям, гусям, цыплятам.
Как лекарственное растение используют в гомеопатии и народной медицине.

## Приметы
Если звездчатка не раскрывает свои цветочки утром и держит их закрытыми целый день — ожидай дождь. Народная примета.
|                                                          |  |  |  |
| Слева направо. Соцветие. Цветок. Семена. Плоды и семена. |  |  |  |

## Классификация

### Таксономия
Stellaria media  (L.) Vill., 1789, Hist. Pl. Dauphiné (Villars) 3(2): 615
Вид Звездчатка средняя относится к роду Звездчатка (Stellaria) семейства Гвоздичные (Caryophyllaceae) порядка Гвоздичноцветные (Caryophyllales). Кладограмма в соответствии с Системой APG IV по состоянию на декабрь 2023 года:
|  |                                      |  |                                   |                                   |                      |  | ещё 40 семейств | ещё 40 семейств |                    |  |  |  | еще 121 подтвержденный вид и 262 вида, ожидающих подтверждения |
|  |                                      |  |                                   |                                   |                      |  | ещё 40 семейств | ещё 40 семейств |                    |  |  |  | еще 121 подтвержденный вид и 262 вида, ожидающих подтверждения |
|  |                                      |  |                                   | порядок Гвоздичноцветные          |                      |  |                 |                 | род Звездчатка     |  |  |  |                                                                |
|  |                                      |  |                                   | порядок Гвоздичноцветные          |                      |  |                 |                 | род Звездчатка     |  |  |  |                                                                |
|  | отдел Цветковые, или Покрытосеменные |  |                                   |                                   | семейство Гвоздичные |  |                 |                 | Звездчатка средняя |  |  |  |                                                                |
|  | отдел Цветковые, или Покрытосеменные |  |                                   |                                   | семейство Гвоздичные |  |                 |                 |                    |  |  |  |                                                                |
|  |                                      |  | ещё 63 порядка цветковых растений | ещё 63 порядка цветковых растений |                      |  |                 | еще 97 родов    | еще 97 родов       |  |  |  |                                                                |
|  |                                      |  |                                   | ещё 63 порядка цветковых растений |                      |  |                 |                 | еще 97 родов       |  |  |  |                                                                |

### Синонимы
- Alsine apetala Kit. ex Nyman
- Alsine avicularum Lam.
- Alsine barbata Stokes
- Alsine bipartita Gilib.
- Alsine brachypetala Opiz
- Alsine elongata Jord. & Fourr.
- Alsine glabella Jord. & Fourr.
- Alsine gussonii Jord. & Fourr.
- Alsine media L.
- Alsine media Druce
- Alsine media var. transiens (Bég.) Tzvelev
- Alsine pallida Dumort.
- Alsine repens Vell.
- Alsine vulgaris Moench
- Alsinella wallichiana Benth.
- Arenaria vulgaris Bernh.
- Stellaria abortiva Gay
- Stellaria boraeana Jord.
- Stellaria glabra Raunk.
- Stellaria hiemalis (Bég.) Raunk.
- Stellaria media f. apetala Rouy & Foucaud
- Stellaria media f. malachioides Macloskie
- Stellaria media var. apetala Speg.
- Stellaria media var. media
- Stellaria media var. normalis Speg.
- Stellaria monogyna D.Don
- Stellularia media (L.) Kuntze